# 周期-光度関係

古典的セファイド変光星の周期-光度関係

周期-光度関係（しゅうき-こうどかんけい、英: period-luminosity relation）は、脈動変光星の変光周期と平均光度との間で成り立つ関係のこと。古典的セファイド変光星に成立する正比例則が最も良く知られており、1908年にこの関係を発見したヘンリエッタ・スワン・リービットの名前を取って「Leavitt's law（リービットの法則）」と呼ばれることもある。周期-光度関係によって、セファイド変光星は天の川銀河と系外銀河の距離を測るための宇宙の距離梯子の基礎的な指標として確立された。古典的セファイドに対するリービットの法則を説明する物理モデルはκ機構（かっぱきこう）と呼ばれている。

## 歴史

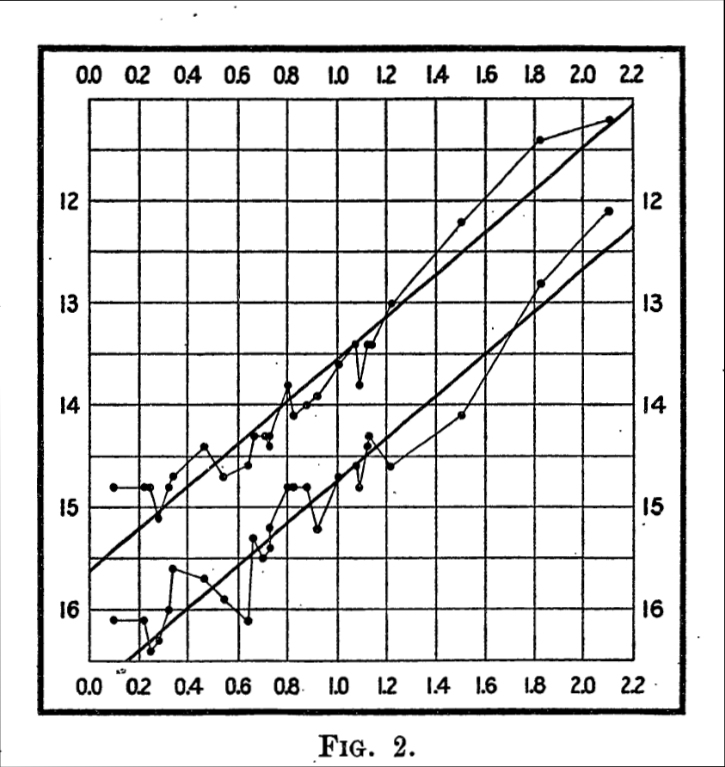
リービットの1912年の論文より。横軸はセファイドの変光周期の対数、縦軸は見かけの等級。折れ線は、変光星の最大光度と最小光度にそれぞれ対応している。

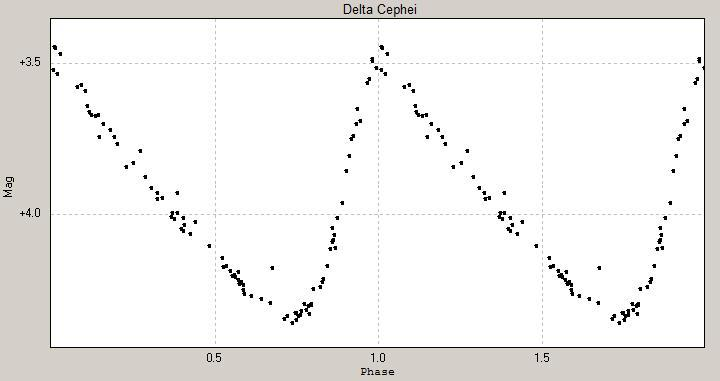
ケフェウス座δ星の光度曲線

ラドクリフ大学を卒業したリービットは、ハーバード大学天文台で星の明るさを測定してカタログ化するために写真プレートを調べる「コンピュータ」として働いていた。天文台所長のエドワード・チャールズ・ピッカリングは、ペルーのアレキパに置かれていたハーバード天文台のボイデン天文台のブルース天体写真儀で撮影された写真プレートに記録された小マゼラン雲と大マゼラン雲の変光星の研究をリービットに命じた。彼女は、1777個の変光星を同定し、そのうち47個をセファイドに分類した。1908年、彼女はその結果を『ハーバード大学天文台紀要』に発表し、明るい変光星ほど周期が長くなっていることを指摘した。この研究を基に、リービットは小マゼラン雲にあるセファイド変光星25個のサンプルの周期と明るさの関係を注意深く調べ、1912年に発表した。この論文は、エドワード・ピッカリングとの共同研究という扱いでピッカリングも署名しているが、最初の文章では「ミス・リービットが準備した」と書かれている。

1912年の論文で、リービットは恒星の等級と周期の対数をグラフ化して、次のように述べている。

「最大値と最小値に対応する2点間に容易に直線を引くことができ、セファイド変光星の明るさとその周期の間には単純な関係があることがわかる。」
A straight line can be readily drawn among each of the two series of points corresponding to maxima and minima, thus showing that there is a simple relation between the brightness of the Cepheid variables and their periods.
「小マゼラン雲にあるセファイドは天の川銀河からはほぼ同じ距離にある」と単純に仮定すれば、それぞれの星の見かけの等級は絶対等級をその距離に応じて一定量だけオフセットしたものに相当する。この推論によってリービットは、変光周期の対数が恒星の平均光度の対数と線形関係にあることを立証した。
当時、大小マゼラン雲までの距離が不明だったため、この明るさには未知のスケール因子があった。リービットは、セファイドの年周視差が測定されることを期待していた。彼女が報告した翌年の1913年には、アイナー・ヘルツシュプルングが天の川銀河内にあるいくつかのセファイドの距離を測定しており、この較正によってどのセファイドの距離も決定できるとしている。
1918年にはハーロー・シャプレーが、球状星団の距離と星団型変光星の絶対等級を調べるためにこの関係を用いた。当時、一般にセファイドとされる脈動変光星にいくつかの型に見られる周期-光度関係との不一致は、ほとんど指摘されなかった。この不一致は、アンドロメダ銀河周辺の球状星団に関するエドウィン・ハッブルの1931年の研究によって認識された。1950年代に、II型セファイドは古典的セファイドよりも系統的に暗いことが明らかとなって、ようやくこの不一致についての解法が示された。また星団型変光星はこれらよりさらに暗かった。

## 関係
周期-光度関係が成り立つ脈動変光星として以下のタイプが知られている。
- 古典的セファイド変光星
- II型セファイド変光星
- こと座RR型変光星
- ミラ型変光星
- その他の長周期変光星

### 古典的セファイドの周期-光度関係
20世紀を通じて、アイナー・ヘルツシュプルングを始めとする多くの天文学者によって周期-光度関係の較正が行われてきた。長らく周期-光度関係の較正は不確かなものであったが、2007年のベネディクトらの研究によって、太陽系近傍の古典的セファイドの年周視差をHSTの観測によって求めることで、天の川銀河内での較正が確立された。
HSTによる10個の近傍セファイドの年周視差と、古典的セファイドの周期P（単位は日）と平均絶対等級Mvとの間に、以下のような相関関係が示された。
{\displaystyle M_{\mathrm {v} }=(-2.43\pm 0.12)\left(\log _{10}P-1\right)-(4.05\pm 0.02)\,}
以下の相関関係が古典的セファイドの距離 d の計算に使われる。
{\displaystyle 5\log _{10}{d}=V+3.34\log _{10}{P}-2.45(V-I)+7.52\,}
または、
{\displaystyle 5\log _{10}{d}=V+3.37\log _{10}{P}-2.55(V-I)+7.48\,}
I と V は、それぞれ近赤外と可視光の平均の見かけの等級である。

## 影響
リービットの大小マゼラン雲のセファイドについての研究は、彼女にセファイド変光星の光度と周期の間の関係性を発見させた。彼女の発見は、研究者たちに遠く離れた系外銀河までの距離を測るための、史上初の標準光源となった。セファイドはすぐにアンドロメダ銀河など他の銀河でも発見され、それらは渦巻星雲が我々の銀河のはるか外側にある独立した銀河であることを証拠する重要な要素となった。この発見は、いわゆる「大論争 (Great Debate) 」において、ハーロー・シャプレーに太陽を天の川銀河の中心には位置しないとさせ、ハッブルに天の川銀河は宇宙の中心に位置しないとさせるという、宇宙論を根本から転換させる結果となった。周期-光度関係によって銀河間の距離を正確に測れるようになったことで、宇宙の構造と規模が理解され、近代天文学の新たな時代が始まった。ジョルジュ・ルメートルやハッブルによる膨張宇宙の発見は、リービットの画期的な研究によって可能となった。ハッブルは、リービットはノーベル賞に値するとよく言っていたとされるが、1924年にスウェーデン王立科学アカデミーがノーベル賞の候補となり得るかハーバード大学天文台に問い合わせたときには既に彼女は癌でこの世を去っていたため、候補とはなれなかった。